# 大仁田寛
大仁田 寛（おおにた ひろし、1965年5月20日-）は、東京都出身の元子役、元俳優である。創価大学卒業。
東京宝映テレビで子役時代を。その後文学座付属演劇研究所31期生。2008年に劇団JAPLINを旗揚げしたが退団、現在は芸能活動は行っていない。

## 出演作品
- スパイダーマン（1978年4月-1979年3月　東京12チャンネル）
- 3年B組金八先生（TBS） - 青木繁好役
  - 第2シリーズ（1980年10月-1981年3月）
  - スペシャル2「イレ墨をした教え子」（1983年10月）
  - スペシャル4「イジメられっ子金八先生」（1985年12月）
  - 第7シリーズ第10話（2004年12月）
  - 3年B組金八先生ファイナル〜「最後の贈る言葉」（2011年3月）
- 破れ新九郎・小坊主役